# بروس فيشر
بروس فيشر (بالإنجليزية: Bruce M. Fischer)‏ هو ممثل أمريكي، ولد في 20 مارس 1936 بغرينزبورو في الولايات المتحدة.

## أعمال

### أفلام
- (1979) الهروب من ألكتراز[1]

## وصلات خارجية
- بروس فيشر على موقع IMDb (الإنجليزية)
- بروس فيشر على موقع أول موفي (الإنجليزية)
- بروس فيشر على موقع قاعدة بيانات الفيلم (الإنجليزية)